# Wahlkreis Manchester Central
Der Wahlkreis Manchester Central ist ein Wahlkreis (englisch constituency) für die Wahl eines Abgeordneten des britischen Unterhauses (House of Commons).

## Ergebnisse

### Parlamentswahl Februar 1974
| Kandidaten           | Kandidaten        | Parteien           | Stimmen | %    |
| -------------------- | ----------------- | ------------------ | ------- | ---- |
|                      | Harold Lever      | Labour Party       | 15.075  | 61,7 |
|                      | Christopher Horne | Conservative Party | 5.071   | 20,8 |
|                      | Michael Steed     | Liberal Party      | 4.281   | 17,5 |
| Gesamt               | Gesamt            | Gesamt             | 24.427  | 100  |
|                      |                   |                    |         |      |
| Quelle: UK Parlament |                   |                    |         |      |

### Parlamentswahl Oktober 1974
| Kandidaten           | Kandidaten      | Parteien           | Stimmen | %    |
| -------------------- | --------------- | ------------------ | ------- | ---- |
|                      | Harold Lever    | Labour Party       | 14.753  | 69,3 |
|                      | Robert Jackson  | Conservative Party | 4.142   | 19,5 |
|                      | Patrick Coleman | Liberal Party      | 2.382   | 11,2 |
| Gesamt               | Gesamt          | Gesamt             | 21.277  | 100  |
|                      |                 |                    |         |      |
| Quelle: UK Parlament |                 |                    |         |      |

### Parlamentswahl 1979
| Kandidaten           | Kandidaten      | Parteien               | Stimmen | %    |
| -------------------- | --------------- | ---------------------- | ------- | ---- |
|                      | Harold Lever    | Labour Party           | 14.117  | 70,8 |
|                      | Herbert Cummins | Conservative Party     | 4.413   | 22,1 |
|                      | Gordon Wilmott  | Liberal Party          | 1.052   | 5,3  |
|                      | Derek Benthall  | British National Front | 365     | 1,8  |
| Gesamt               | Gesamt          | Gesamt                 | 19.947  | 100  |
|                      |                 |                        |         |      |
| Quelle: UK Parlament |                 |                        |         |      |

### Nachwahl 1979
Die Wahl fand am 29. September statt.
| Kandidaten                                                        | Kandidaten        | Parteien            | Stimmen | %    |
| ----------------------------------------------------------------- | ----------------- | ------------------- | ------- | ---- |
|                                                                   | Bob Litherland    | Labour Party        | 7.494   | 70,7 |
|                                                                   | Anthony Parkinson | Liberal Party       | 1.502   | 14,2 |
|                                                                   | Stephen Lea       | Conservative Party  | 1.275   | 12,0 |
|                                                                   | Syed Ala-Ud-Din   | unabhängig – Labour | 187     | 1,8  |
|                                                                   | John Foster       | The Ecology Party   | 129     | 1,2  |
|                                                                   | Bill Boaks        | unabhängig          | 12      | 0,1  |
| Gesamt                                                            | Gesamt            | Gesamt              | 10.599  | 100  |
|                                                                   |                   |                     |         |      |
| Wahlberechtigte                                                   | Wahlberechtigte   | Wahlberechtigte     | 31.558  |      |
|                                                                   |                   |                     |         |      |
| Quellen: House of Commons IOF – F. W. S. Craig, Results 1974–1983 |                   |                     |         |      |

### Parlamentswahl 1983
| Kandidaten           | Kandidaten     | Parteien                | Stimmen | %    |
| -------------------- | -------------- | ----------------------- | ------- | ---- |
|                      | Bob Litherland | Labour Party            | 27.353  | 65,3 |
|                      | David Eager    | Conservative Party      | 8.868   | 21,2 |
|                      | Altaf Ahmad    | Social Democratic Party | 4.956   | 11,8 |
|                      | Alfred Coles   | British National Front  | 729     | 1,7  |
| Gesamt               | Gesamt         | Gesamt                  | 41.906  | 100  |
|                      |                |                         |         |      |
| Quelle: UK Parlament |                |                         |         |      |

### Parlamentswahl 1987
| Kandidaten           | Kandidaten           | Parteien                | Stimmen | %    |
| -------------------- | -------------------- | ----------------------- | ------- | ---- |
|                      | Bob Litherland       | Labour Party            | 27.428  | 68,2 |
|                      | Matthew Gordon-Banks | Conservative Party      | 7.561   | 18,8 |
|                      | Barry McColgan       | Social Democratic Party | 5.250   | 13,0 |
| Gesamt               | Gesamt               | Gesamt                  | 40.239  | 100  |
|                      |                      |                         |         |      |
| Quelle: UK Parlament |                      |                         |         |      |

### Parlamentswahl 1992
| Kandidaten           | Kandidaten        | Parteien           | Stimmen | %    |
| -------------------- | ----------------- | ------------------ | ------- | ---- |
|                      | Bob Litherland    | Labour Party       | 23.336  | 72,7 |
|                      | Peter Davies      | Conservative Party | 5.299   | 16,5 |
|                      | Richard Clayton   | Liberal Democrats  | 3.151   | 9,8  |
|                      | Vivienne Mitchell | Natural Law Party  | 167     | 0,5  |
|                      | Andrew Buchanan   | Communist League   | 167     | 0,5  |
| Gesamt               | Gesamt            | Gesamt             | 32.120  | 100  |
|                      |                   |                    |         |      |
| Quelle: UK Parlament |                   |                    |         |      |

### Parlamentswahl 1997
| Kandidaten           | Kandidaten       | Parteien               | Stimmen | %    |
| -------------------- | ---------------- | ---------------------- | ------- | ---- |
|                      | Tony Lloyd       | Labour Party           | 23.803  | 71,0 |
|                      | Alison Firth     | Liberal Democrats      | 4.121   | 12,3 |
|                      | Simon McIlwaine  | Conservative Party     | 3.964   | 11,8 |
|                      | Francis Rafferty | Socialist Labour Party | 810     | 2,4  |
|                      | John Maxwell     | Referendum Party       | 742     | 2,2  |
|                      | Timothy Rigby    | Communist League       | 97      | 0,3  |
| Gesamt               | Gesamt           | Gesamt                 | 33.537  | 100  |
|                      |                  |                        |         |      |
| Quelle: UK Parlament |                  |                        |         |      |

### Parlamentswahl 2001
| Kandidaten           | Kandidaten       | Parteien                         | Stimmen | %    |
| -------------------- | ---------------- | -------------------------------- | ------- | ---- |
|                      | Tony Lloyd       | Labour Party                     | 17.812  | 68,7 |
|                      | Phylip Hobson    | Liberal Democrats                | 4.070   | 15,7 |
|                      | Aaron Powell     | Conservative Party               | 2.328   | 9,0  |
|                      | Vanessa Hall     | Green Party of England and Wales | 1.018   | 3,9  |
|                      | Ron Sinclair     | Socialist Labour Party           | 484     | 1,9  |
|                      | Terrenia Brosnan | ProLife Alliance                 | 216     | 0,8  |
| Gesamt               | Gesamt           | Gesamt                           | 25.928  | 100  |
|                      |                  |                                  |         |      |
| Quelle: UK Parlament |                  |                                  |         |      |

### Parlamentswahl 2005
| Kandidaten           | Kandidaten      | Parteien                         | Stimmen | %    |
| -------------------- | --------------- | -------------------------------- | ------- | ---- |
|                      | Tony Lloyd      | Labour Party/Co-operative Party  | 16.993  | 58,1 |
|                      | Marc Ramsbottom | Liberal Democrats                | 7.217   | 24,7 |
|                      | Tom Jackson     | Conservative Party               | 2.504   | 8,6  |
|                      | Steven Durrant  | Green Party of England and Wales | 1.292   | 4,4  |
|                      | Richard Kemp    | British National Front           | 421     | 1,4  |
|                      | Damien O’Connor | Independent Progressive Labour   | 382     | 1,3  |
|                      | John Whittaker  | UK Independence Party            | 272     | 0,9  |
|                      | Ronald Sinclair | Socialist Labour Party           | 183     | 0,6  |
| Gesamt               | Gesamt          | Gesamt                           | 29.264  | 100  |
|                      |                 |                                  |         |      |
| Quelle: UK Parlament |                 |                                  |         |      |

### Parlamentswahl 2010
| Kandidaten           | Kandidaten        | Parteien                         | Stimmen | %    |
| -------------------- | ----------------- | -------------------------------- | ------- | ---- |
|                      | Tony Lloyd        | Labour Party                     | 21.059  | 52,7 |
|                      | Marc Ramsbottom   | Liberal Democrats                | 10.620  | 26,6 |
|                      | Suhail Rahuja     | Conservative Party               | 4.704   | 11,8 |
|                      | Tony Trebilcock   | British National Party           | 1.636   | 4,1  |
|                      | Gayle O’Donovan   | Green Party of England and Wales | 915     | 2,3  |
|                      | Nicola Weatherill | UK Independence Party            | 607     | 1,5  |
|                      | Ron Sinclair      | Socialist Labour Party           | 153     | 0,4  |
|                      | John Cartwright   | unabhängig                       | 120     | 0,3  |
|                      | Jonty Leff        | Workers Revolutionary Party      | 59      | 0,1  |
|                      | Robert Skelton    | Socialist Equality Party         | 54      | 0,1  |
| Gesamt               | Gesamt            | Gesamt                           | 39.927  | 100  |
|                      |                   |                                  |         |      |
| Ungültige Stimmen    | Ungültige Stimmen | Ungültige Stimmen                | 138     | 0,3  |
| Wähler               | Wähler            | Wähler                           | 40.065  | 44,5 |
| Wahlberechtigte      | Wahlberechtigte   | Wahlberechtigte                  | 90.110  |      |
|                      |                   |                                  |         |      |
| Quelle: UK Parlament |                   |                                  |         |      |

### Nachwahl 2012
Die Wahl fand am 15. November 2012 statt.
| Kandidaten                                                       | Kandidaten          | Parteien                               | Stimmen | %    |
| ---------------------------------------------------------------- | ------------------- | -------------------------------------- | ------- | ---- |
|                                                                  | Lucy Powell         | Labour Party/Co-operative Party        | 11.507  | 69,1 |
|                                                                  | Marc Ramsbottom     | Liberal Democrats                      | 1.571   | 9,4  |
|                                                                  | Matthew Sephton     | Conservative Party                     | 754     | 4,5  |
|                                                                  | Christopher Cassidy | UK Independence Party                  | 749     | 4,5  |
|                                                                  | Tom Dylan           | Green Party of England and Wales       | 652     | 3,9  |
|                                                                  | Eddy O’Sullivan     | British National Party                 | 492     | 3,0  |
|                                                                  | Laurence Kaye       | Pirate Party UK                        | 308     | 1,9  |
|                                                                  | Alex Davidson       | Trade Unionist and Socialist Coalition | 220     | 1,3  |
|                                                                  | Catherine Higgins   | Respect – The Unity Coalition          | 182     | 1,1  |
|                                                                  | Howling Laud Hope   | Official Monster Raving Loony Party    | 78      | 0,5  |
|                                                                  | Lee Holmes          | People’s Democratic Party              | 71      | 0,4  |
|                                                                  | Peter Clifford      | Communist League                       | 64      | 0,4  |
| Gesamt                                                           | Gesamt              | Gesamt                                 | 16.648  | 100  |
|                                                                  |                     |                                        |         |      |
| Wahlberechtigte                                                  | Wahlberechtigte     | Wahlberechtigte                        | 91.692  |      |
|                                                                  |                     |                                        |         |      |
| Quelle: House of Commons Library, By-elections results 2010–2015 |                     |                                        |         |      |

### Parlamentswahl 2015
| Kandidaten           | Kandidaten         | Parteien                               | Stimmen | %    |
| -------------------- | ------------------ | -------------------------------------- | ------- | ---- |
|                      | Lucy Powell        | Labour Party/Co-operative Party        | 27.772  | 61,3 |
|                      | Xingang Wang       | Conservative Party                     | 6.133   | 13,5 |
|                      | Myles Power        | UK Independence Party                  | 5.033   | 11,1 |
|                      | Kieran Turner-Dave | Green Party of England and Wales       | 3.838   | 8,5  |
|                      | John Reid          | Liberal Democrats                      | 1.867   | 4,1  |
|                      | Loz Kaye           | Pirate Party UK                        | 346     | 0,8  |
|                      | Alex Davidson      | Trade Unionist and Socialist Coalition | 270     | 0,6  |
|                      | John Davies        | Communist League                       | 72      | 0,2  |
| Gesamt               | Gesamt             | Gesamt                                 | 45.331  | 100  |
|                      |                    |                                        |         |      |
| Ungültige Stimmen    | Ungültige Stimmen  | Ungültige Stimmen                      | 229     | 0,5  |
| Wähler               | Wähler             | Wähler                                 | 45.560  | 52,9 |
| Wahlberechtigte      | Wahlberechtigte    | Wahlberechtigte                        | 86.078  |      |
|                      |                    |                                        |         |      |
| Quelle: UK Parlament |                    |                                        |         |      |

### Parlamentswahl 2017
| Kandidaten           | Kandidaten        | Parteien                         | Stimmen | %    |
| -------------------- | ----------------- | -------------------------------- | ------- | ---- |
|                      | Lucy Powell       | Labour Party/Co-operative Party  | 38.490  | 77,4 |
|                      | Xingang Wang      | Conservative Party               | 7.045   | 14,2 |
|                      | John Bridges      | Liberal Democrats                | 1.678   | 3,4  |
|                      | Kalvin Chapman    | UK Independence Party            | 1.469   | 3,0  |
|                      | Rachael Shah      | Green Party of England and Wales | 846     | 1,7  |
|                      | Neil Blackburn    | Pirate Party UK                  | 192     | 0,4  |
| Gesamt               | Gesamt            | Gesamt                           | 49.720  | 100  |
|                      |                   |                                  |         |      |
| Ungültige Stimmen    | Ungültige Stimmen | Ungültige Stimmen                | 150     | 0,3  |
| Wähler               | Wähler            | Wähler                           | 49.870  | 55,3 |
| Wahlberechtigte      | Wahlberechtigte   | Wahlberechtigte                  | 90.261  |      |
|                      |                   |                                  |         |      |
| Quelle: UK Parlament |                   |                                  |         |      |

### Parlamentswahl 2019
| Kandidaten           | Kandidaten        | Parteien                         | Stimmen | %    |
| -------------------- | ----------------- | -------------------------------- | ------- | ---- |
|                      | Lucy Powell       | Labour Party/Co-operative Party  | 36.823  | 70,4 |
|                      | Shaden Jaradat    | Conservative Party               | 7.734   | 14,8 |
|                      | John Bridges      | Liberal Democrats                | 3.420   | 6,5  |
|                      | Sarah Chadwick    | Brexit Party                     | 2.335   | 4,5  |
|                      | Melanie Horrocks  | Green Party of England and Wales | 1.870   | 3,6  |
|                      | Dennis Leech      | Socialist Equality Party         | 107     | 0,2  |
| Gesamt               | Gesamt            | Gesamt                           | 52.289  | 100  |
|                      |                   |                                  |         |      |
| Ungültige Stimmen    | Ungültige Stimmen | Ungültige Stimmen                | 193     | 0,4  |
| Wähler               | Wähler            | Wähler                           | 52.482  | 56,9 |
| Wahlberechtigte      | Wahlberechtigte   | Wahlberechtigte                  | 92.247  |      |
|                      |                   |                                  |         |      |
| Quelle: UK Parlament |                   |                                  |         |      |

### Parlamentswahl 2024
| Kandidaten           | Kandidaten        | Parteien                         | Stimmen | %    |
| -------------------- | ----------------- | -------------------------------- | ------- | ---- |
|                      | Lucy Powell       | Labour Party/Co-operative Party  | 20.184  | 50,8 |
|                      | Ekua Bayunu       | Green Party of England and Wales | 6.387   | 16,1 |
|                      | David Brown       | Reform UK                        | 4.760   | 12,0 |
|                      | Chris Northwood   | Liberal Democrats                | 3.051   | 7,7  |
|                      | Scott Smith       | Conservative Party               | 2.823   | 7,1  |
|                      | Parham Hashemi    | Workers Party of Britain         | 1.888   | 4,8  |
|                      | Sebastian Moore   | Social Democratic Party          | 240     | 0,6  |
|                      | Sabeena Khan      | unabhängig                       | 202     | 0,5  |
|                      | Catriona Rylance  | Communist Future                 | 131     | 0,3  |
|                      | Albati Kalonda    | unabhängig                       | 59      | 0,1  |
| Gesamt               | Gesamt            | Gesamt                           | 39.725  | 100  |
|                      |                   |                                  |         |      |
| Ungültige Stimmen    | Ungültige Stimmen | Ungültige Stimmen                | 181     | 0,5  |
| Wähler               | Wähler            | Wähler                           | 39.906  | 46,8 |
| Wahlberechtigte      | Wahlberechtigte   | Wahlberechtigte                  | 85.204  |      |
|                      |                   |                                  |         |      |
| Quelle: UK Parlament |                   |                                  |         |      |